# Yakgwa
Le yakgwa est un plat traditionnel de la cuisine coréenne. Il est à l'origine considéré comme un dessert et plus récemment comme une confiserie, c'est-à-dire un hangwa, étant donné son aspect de biscuit en forme de fleur et son goût sucré. Le yakgwa est fait à base de miel, d'huile de sésame et de farine de blé. Récemment, les entreprises produisant des yakgwa incluent dans la recette plus d'ingrédients pour améliorer le goût.

## Origine
L'origine du yakgwa n'est pas très précise étant donné qu'il a eu beaucoup de noms différents. Cependant, il semble que les Coréens ont commencé à en consommer durant la période Silla. Durant l'ère Goryeo, le yakgwa s'est fait connaître jusqu'en Chine sous le nom goryeo, mandu. C'est durant l'ère de la dynastie Joseon que le nom de yakgwa est devenu courant.
Littéralement, le mot yakgwa est composé des hanja du « médicament » (藥) et de la « confiserie » (菓). Ce nom provient du fait que durant l'ère de la dynastie Joseon, le miel était considéré comme un médicament et donc bon pour la santé. C'est pourquoi le mot yakgwa pourrait être traduit par la « confiserie médicament ».